# Barletta
Barletta és un municipi italià, situat a la regió de la Pulla i capital de la província de Barletta-Andria-Trani. L'any 2006 tenia 93.097 habitants.

## Fills il·lustres
- Giuseppe Curci (1808-1877) compositor i mestre de cant.

## Llocs d'interès

### El Castell

Castell de Barletta

No es pot datar amb precisió l'origen del Castell de Barletta (Il Castello), però l'aspecte actual d'aquest és clarament el d'una fortalesa del segle xvi, però el seu origen es remunta a segles anteriors.
Els historiadors locals parlen d'una poderosa fortalesa construïda pels normands a la segona meitat del segle xii, per defensar la ciutat dels atacs dels pirates que saquejaven la costa adriàtica freqüentment.
Amb Carles I d'Anjou el castell es va modificar i ampliar. Posteriorment els aragonesos li varen tornar a l'edifici la seva funció defensiva original, convertint-lo en una fortalesa inexpugnable i una veritable màquina de guerra.
En 1461 Ferran I de Nàpols, fugint dels angevins es va refugiar allí fins a rebre l'ajuda de Skanderbeg. En 1527, l'emperador Carles V, que en darrera instància va ser el responsable de l'estructura actual de la fortalesa, va participar en la història de l'edifici, afegint el fossat i els quatre baluards de cantonada.
No hi va haver intervencions importants fins a 1867 quan en el curs d'una subhasta pública el va comprar l'Ajuntament, que posteriorment el va cedir als militars com a dipòsit d'armes i presó.
L'any 1976, un complex treball de restauració va consolidar l'estructura, convertint-la en seu de les col·leccions del museu-pinacoteca de la ciutat.

### El Colós

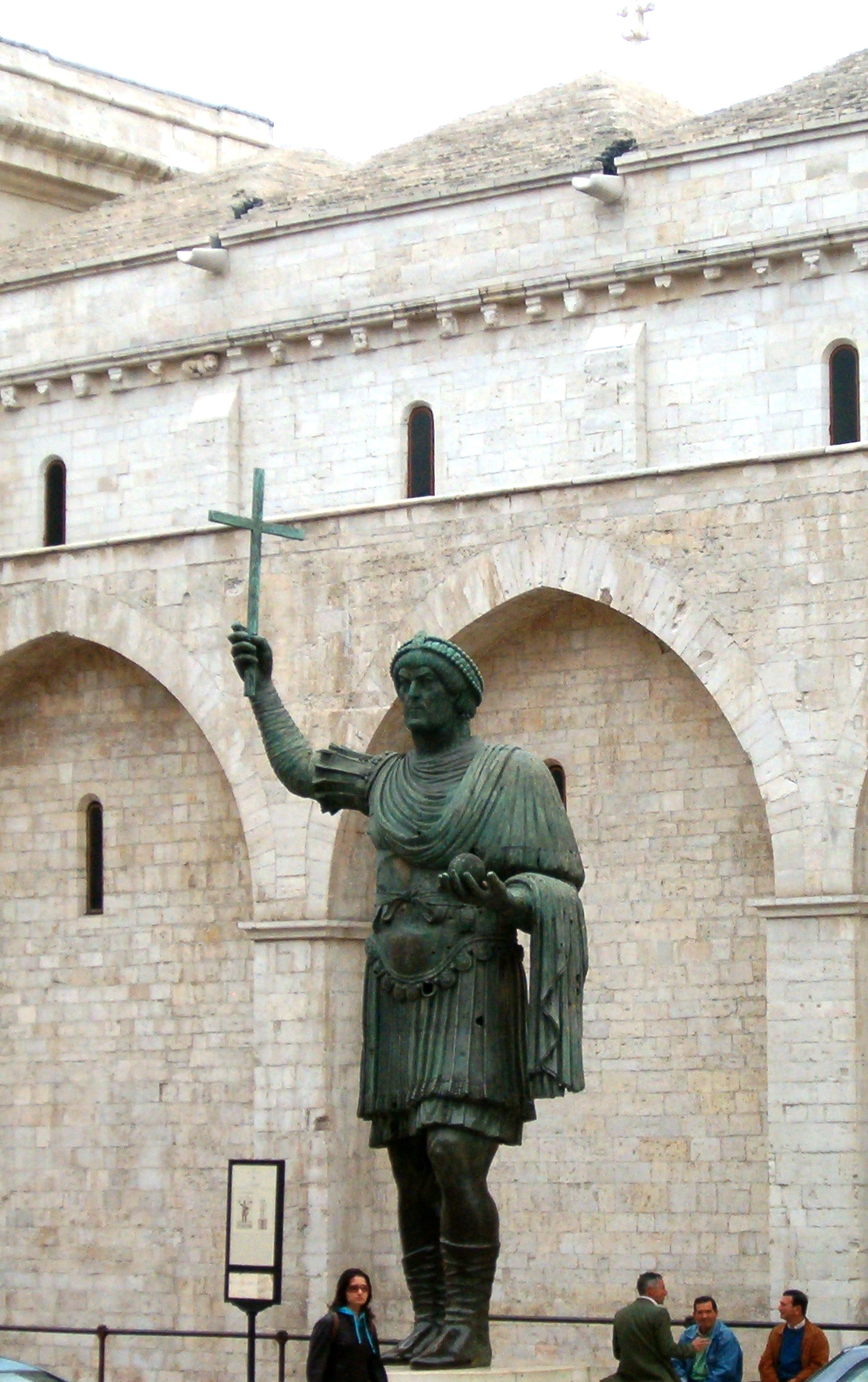
El Colós de Barletta

La informació més antiga sobre la presència d'una gran estàtua de bronze existent a Barletta es remunta a 1309. Si li diu comunament Heraclio. És molt probable que representi l'emperador romà d'Orient Teodosi II.
La figura de bronze representa un home d'uns 40 anys i la hipòtesi més antiga de la presència del colós a Barletta data del segle xvii i venia de la ploma d'un jesuïta que afirmava que havia estat llançada a la platja de Barletta per una nau veneciana tornava de Constantinoble després del saqueig de 1204.
Per moltes raons actualment s'exclou aquesta 'llegenda' i sembla més probable que el transport a la Pulla d'aquest colós de bronze es dugués a terme sota les ordres de l'emperador Frederic II convertir-se en part de la renovació de l'ambient cultural promogut per ell.
L'estàtua va ser restaurada i es varen restituir les parts desaparegudes ja durant l'època medieval i marca amb la seva presència el teixit urbà de Barletta des de l'edat mitjana mantenint la mateixa ubicació actual.
El colós de bronze és una estàtua de 4,50 metres d'alçada, amb pomposos vestits imperials de l'època romana tardana i romana d'Orient, com la diadema enclavada i la vestimenta de cap militar d'alt rang. La creu a la mà dreta i l'esfera a l'esquerra són els símbols de la reialesa imperial.
Les robustes cames van ser reconstruïdes en l'edat mitjana, ja que les originals vares ser foses per obtenir dues campanes al segle xiv.

### La Cantina della Disfida

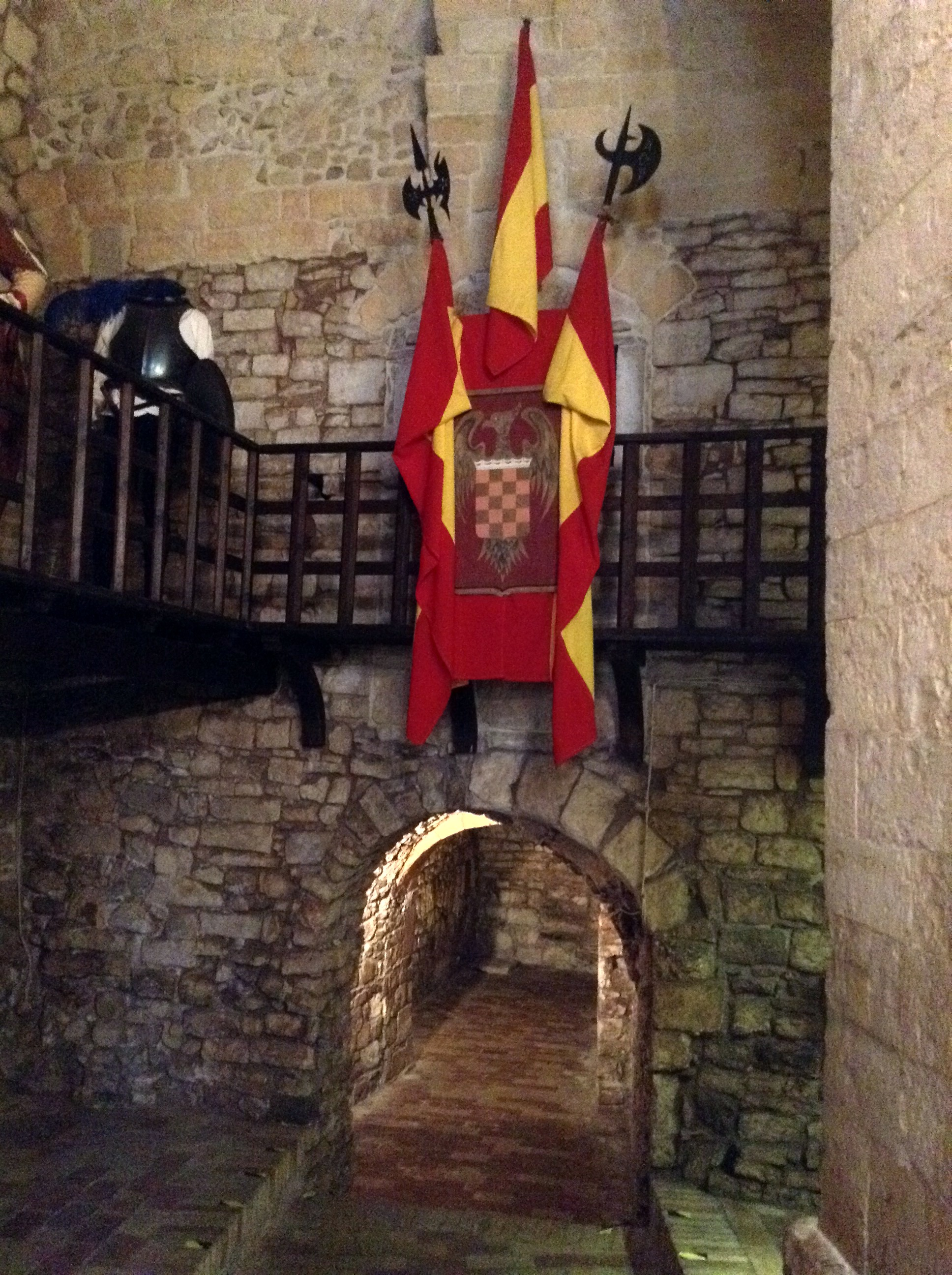
Cantina della Desfida

Situada en el centre històric de Barletta, la posada "di Veleno", més coneguda com La Cantina della Disfida ('La taverna del desafiament'), és el lloc on, segons la tradició, en 1503 el francès La Motte va ofendre l'honor dels soldats italians, qualificant-los com còmodes, incapaços i traïdors. La vergonya va ser rentada amb les armes en el que va passar a la història com el «desafiament de Barletta».
El celler de Disfida està obert al públic.